# AV City
AV City est le nom commercial d'un service de transport ferroviaire de passagers à grande vitesse de la Renfe créé en 2014 et supprimé avec l'entrée en vigueur d'une nouvelle offre de transports le 22 juin 2020. L'objectif est de proposer des trains à grande vitesse à des prix plus bas que les AVE.
Ces services sont assurés par des trains des séries S-104, S-114 et S-121 (utilisés habituellement pour les trains à grande vitesse régionaux Avant) dépourvus de classe Preferente (équivalent de la première classe pour la Renfe) et de services complémentaires. Ces trains peuvent rouler jusqu'à 250 km/h.[réf. nécessaire]

## Histoire
La classe de trains à grande vitesse AV City avait été créé en 2014 par la Renfe. Elle a été supprimée le 22 juin 2020 au profit d'une fusion avec les catégories Altaria et Talgo sous la bannière préexistante Intercity.

## Services
Les services AV City avaient été mis en place pour compléter l'offre de trains à grande vitesse AVE en offrant des prix plus économiques. Tous les services AV City circulaient sur des lignes de grande vitesse et pouvaient atteindre une vitesse maximale de 250 km/h.
La principe différence avec les trains à grande vitesse AVE, outre la moindre vitesse de pointe, est l'absence de prestations complémentaires en voiture. Tous les véhicules disposaient cependant d'une voiture-bar, de toilettes, places spécifiques pour des personnes à mobilité réduite et places en classes Touriste et Touriste Plus.

## Parcours
Les services AV City circulaient sur les lignes Madrid-Porte d'Atocha - Séville-Santa Justa, Madrid-Chamartín - León/Zamora, Madrid-Porte d'Atocha - Saragosse Delicias et Valence-Joaquín Sorolla - Malaga-María Zambrano.
| Origine                 | Arrêts | Destination           | Fréquences |
| ----------------------- | --- | --------------------- | --- |
| Madrid-Porte d'Atocha   | Ciudad Real · Puertollano · Villanueva de Cordoue-Les Pedroches · Cordoue-Central                               | Séville-Santa Justa   | 2 par jour et sens |
| Madrid-Porte d'Atocha   | Guadalajara Yebes · Calatayud                                                                                   | Saragosse Delicias    | En direction de Madrid, 1 par sens du lundi au samedi et 1 supplémentaire les jeudi, vendredi et dimanche. En direction de Saragosse, 1 par sens du lundi au vendredi ainsi que le dimanche et 1 supplémentaire les dimanche et jeudi. |
| Madrid-Chamartín        | Ségovie-Guiomar · Valladolid-Champ Grand - Palencia                                                             | Léon                  | 1 par sens |
| Madrid-Chamartín        | Ségovie-Guiomar · Médine du Champ AV - Zamora                                                                   | Zamora                | 1 par sens |
| Valence-Joaquín Sorolla | Cuenca-Fernando Zóbel · Ciudad Real · Puertollano · Cordoue-Central · Pont Genil-Herrera · Antequera-Sainte Ana | Málaga-María Zambrano | En direction de Malaga : circule les lundi, vendredi et dimanche. En direction de Valence : circule les vendredi, samedi et dimanche                                                                                                   |
| Barcelone-Sants         | Camp de Tarragone · Lérida Pyrénées                                                                             | Saragosse Delicias    | 1 par jour et par sens |